# Liste des statues les plus longues
Cet article recense les statues les plus longues actuellement érigées.

## Critères
La liste suivante recense les statues mesurant au moins 10 m de long. 
Le diagramme branche-et-feuille suivant reprend les longueurs des différentes statues de plus de 10 m. Les deux premiers chiffres à gauche d'une ligne sont ceux de la longueur de la statue et chaque chiffre à droite correspond à l'unité de sa longueur :

## Listes

### Statues actuelles
Cette liste recense les statues actuellement érigées qui mesurent au moins 10 m de longueur.

| Statue                                           | Longueur en m | Sujet           | Pays Localisation             | Date       | Coordonnées                            | Photo |
| ------------------------------------------------ | ------------- | --------------- | ----------------------------- | ---------- | -------------------------------------- | ----- |
| Win Sein Taw Ya                                  | 180           | Bouddha         | Birmanie Mudon (en)           | 2012       | 16° 15′ 28″ N, 97° 42′ 59″ E           |       |
| Bouddha de Monywa                                | 101           | Bouddha         | Birmanie Monywa               | 1991       | 22° 04′ 49″ N, 95° 17′ 21″ E           |       |
| Sphinx de Gizeh                                  | 75            | Sphinx couchant | Égypte Gizeh                  | Vers -2500 | 29° 58′ 31″ N, 31° 08′ 16″ E           |       |
| Bouddha de Chaukhtatgyi                          | 66            | Bouddha         | Birmanie Rangoun              | 1907       | 16° 48′ 42″ N, 96° 09′ 50″ E           |       |
| Statue de la sécurité et de l'honneur des femmes | 61            | Jatayu          | Inde Chadayamangalam          | 2017       | 8° 51′ 57″ N, 76° 52′ 02″ E            |       |
| Bouddha de Shwethalyaung                         | 54            | Bouddha         | Birmanie Pégou                | 994        | 17° 20′ 17″ N, 96° 27′ 45″ E           |       |
| Temple Hoi Khanh                                 | 52            | Bouddha         | Viêt Nam Thủ Dầu Một          | 1992       | 10° 58′ 54″ N, 106° 39′ 33″ E          |       |
| Wat Khun Inthapramun                             | 50            | Bouddha         | Thaïlande Ang Thong           | ?          | 14° 40′ 01″ N, 100° 24′ 29″ E          |       |
| Temple de Dafo                                   | 48            | Bouddha         | Chine Zhangye                 | 1644       | 38° 55′ 48″ N, 100° 27′ 15″ E          |       |
| Wat Pho                                          | 46            | Bouddha         | Thaïlande Bangkok             | 1788       | 13° 44′ 47″ N, 100° 29′ 37″ E          |       |
| Nanzo-in                                         | 41            | Bouddha         | Japon Sasaguri                | 1899       | 33° 37′ 11″ N, 130° 34′ 23″ E          |       |
| Wat Xieng Khuan                                  | 40            | Bouddha         | Laos Vientiane                | 1985       | 17° 54′ 44″ N, 102° 45′ 55″ E          |       |
| Wat Phothivihan                                  | 40            | Bouddha         | Malaisie Kelantan             | ?          |                                        |       |
| Wat Lokayasutharam                               | 37            | Bouddha         | Thaïlande Ayutthaya           | 1800       |                                        |       |
| Wat Chaiyamangkalaram                            | 33            | Bouddha         | Malaisie George Town (Penang) | 1845       | 5° 25′ 53,7918″ N, 100° 18′ 48,7902″ E |       |
| Temple de Manuha                                 | 27            | Bouddha         | Birmanie Bagan                | 1057       |                                        |       |
| Lion de Belfort                                  | 22            | Lion            | France Belfort                | 1880       |                                        |       |
| Gal Viharaya                                     | 14            | Bouddha         | Sri Lanka Polonnâruvâ         | 1070       | 7° 57′ 57″ N, 81° 00′ 18″ E            |       |
| Buddhistic cloister of Ajina-Tepa                | 13            | Bouddha         | Tajikistan Qurghonteppa       | ?          | 37° 47′ 53″ N, 68° 51′ 16″ E           |       |